# Ferdiad

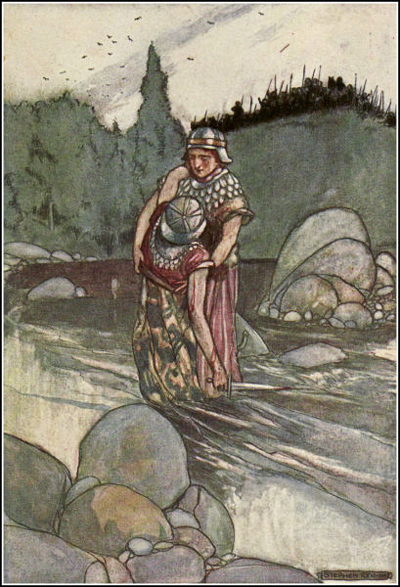
"Ferdia Falls by the Hand of Cuchulain", ilustración de Stephen Reid de The Boys' Cuchulain de Eleanor Hull, 1904

Ferdiad (también conocido como Fer Diad, Ferdia, Fear Diadh), hijo de Damán e hijo de Dáire del Fir Domnann, es un guerrero de Connacht en el Ciclo del Úlster de la mitología irlandesa. En el Táin Bó Cúailnge Ferdiad se encuentra en el lado de la guerra opuesto al tomado por su mejor amigo y hermano adoptivo Cú Chulainn, con quien se había entrenado en armas bajo la renombrada guerrera Scáthach. Él y Cú Chulainn son iguales en todas las hazañas marciales con dos excepciones: el Gáe Bolg, una lanza de púas que Scáthach le ha enseñado a usar sólo a Cú Chulainn; y la piel del cuerno de Ferdiad, que ningún arma puede atravesar.
Cuando Ailill y Medb, rey y reina de Connacht, invaden Ulaid para robar el toro Donn Cúailnge, su avance se ve frenado por Cú Chulainn que exige un combate singular. Tras derrotar a varios de los campeones de Connacht elegidos, Medb envía a buscar a Ferdiad. Ferdiad se niega a ello pero después de que Findabair, la hija de Ailill y Medb, le haya seducido y hecho beber todo el alcohol posible y de que Medb le sobornara, avergonzara y provocara de diversas maneras, termina aceptando el combate. Luchan en el vado durante tres días, primero con ocho espadas, dardos y lanzas luego con lanzas arrojadizas y picas y, finalmente con espadas pesadas y de gran impacto. Al tercer día, Ferdiad empieza a tomar la delantera. En ese momento, Cú Chulainn llama a su auriga, Laeg, para pedirle el Gáe Bolga que flota río abajo hasta él. Cú Chulainn lanza una lanza ligera al pecho de Ferdiad lo que le hace levantar su escudo para después, tomar el Gáe Bolga entre los dedos de sus pies y empujarlo a través de su ano, provocando que las púas se extiendan por todo su cuerpo, matándolo. Posteriormente, Laeg retira el Gáe Bolga del cuerpo de Ferdiad y Cú Chulainn lamenta la muerte de Ferdiad, elogiando su fuerza y valentía:
«Ah, Ferdiad, traicionado hasta la muerte.»
«Nuestro último encuentro, ¡oh, qué triste!»
«Que tú mueras, yo me quede.»
«¡Siempre triste nuestra larga despedida!»
Los académicos creen que la lucha entre Cú Chulainn y Ferdiad es una adición tardía al Táin que se originó después del siglo XI y se inspira en episodios anteriores de la historia.
El nombre de Ferdiad se ha interpretado como «hombre de humo», «hombre de la pareja» u «hombre de dos pies», y puede ser una formación inversa del topónimo Áth Fhir Diad (Ardee, Condado de Louth) que supuestamente lleva su nombre.
Algunos académicos contemporáneos  consideran que su relación con Cú Chulainn y su muerte tienen connotaciones homoeróticas.

## Legado

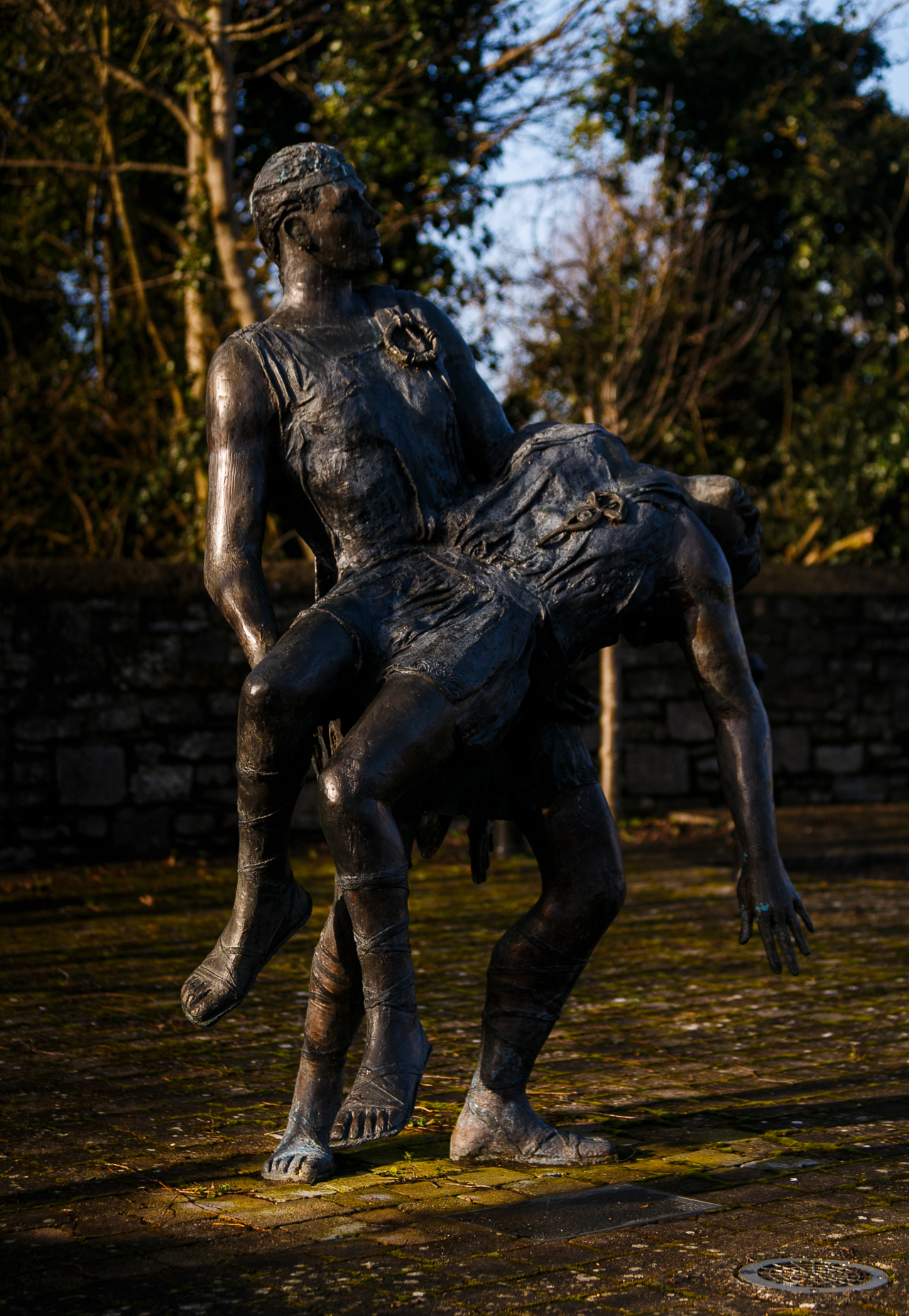
Una estatua de Cú Chulainn y Ferdiad en Ardee, Irlanda.

El vado en el que murió se llama Áth Fhirdiad (vado de Ferdiad en irlandés) y Ardee, del Condado de Louth de Irlanda, lleva su nombre (Baile Átha Fhirdhia).
En el Bridge Street de Ardee hay una estatua de bronce que representa la batalla y la muerte de Ferdiad.